# ریس بنت (بازیکن فوتبال، زاده ۲۰۰۳)
ریس بنت (انگلیسی: Rhys Bennett؛ زادهٔ ۳۰ اکتبر ۲۰۰۳) بازیکن فوتبال است که به صورت قرضی از باشگاه فوتبال منچستر یونایتد برای باشگاه فوتبال فلیتوود تاون بازی می‌کند. 